# Horní Nivy
Horní Nivy (németül: Ober Neugrün) Dolní Nivy településrésze Csehországban a Karlovy Vary-i kerület Sokolovi járásában. Központi községétől 1,5 km-re északnyugatra fekszik. A 2001-es népszámlálási adatok szerint 34 lakóháza és 60 lakosa van.